# Rhamphomyia praeterita
Rhamphomyia praeterita är en tvåvingeart som beskrevs av Bartak 2002. Rhamphomyia praeterita ingår i släktet Rhamphomyia och familjen dansflugor.
Artens utbredningsområde är Michigan. Inga underarter finns listade i Catalogue of Life.